# نادي تيتانيس لكرة القدم
نادي تيتانيس لكرة القدم (بالإسبانية: Titanes Fútbol Club Guanare) هو نادي كرة قدم فنزويلي مقره في غواناري، ولاية البرتغال، فنزويلا . تأسس النادي عام 2016، ويلعب في دوري الدرجة الثانية الفنزويلي ، ويستضيف مبارياته على أرضه في ملعب رافائيل كاليس بينتو.